# Companhia dos Guardas-Marinhas
A Companhia dos Guardas-Marinhas (CGM) constituiu o corpo militar que enquadrava os guardas-marinhas, durante o seu período de formação para se tornarem oficiais da Marinha Portuguesa, a partir de 1782. Está na origem do atual Corpo de Alunos da Escola Naval de Portugal e do atual Corpo de Aspirantes da Escola Naval do Brasil.

## História
Até 1761, não existia um sistema regularizado para recrutamento dos oficiais da Armada Real Portuguesa. Estes eram oriundos de várias proveniências e incluíam nobres que se alistavam voluntariamente, mestres e pilotos da Armada promovidos a oficiais, antigos oficiais do Exército e antigos oficiais da marinha mercante. Para regularizar o recrutamento e a formação dos oficiais da Armada, pelo decreto de 2 de julho de 1761, foi criada a classe dos guardas-marinhas, composta por 24 jovens que receberiam instrução prática a bordo dos navios de guerra. O recrutamento e as condições de serviço dos guardas-marinhas eram equivalentes às dos cadetes das tropas de terra, mas tinham uma graduação equiparada à de alferes de infantaria. Os guardas-marinhas tinham assim que ser de origem nobre ou filhos de oficiais militares de patente superior à de sargento-mor (atual major). Aparentemente, não foi então criado nenhum corpo militar que enquadrasse os guardas-marinhas.
Em 1762, foram providos mais 18 guardas-marinhas destinados a servirem nos navios de guerra que protegiam as costas e o comércio marítimo da cidade do Porto. Estes guardas-marinhas deveriam residir e ter a sua formação no Porto.
O nível de formação prática e teórica, bem como o aproveitamento dos guardas-marinhas ficou no entanto aquém do que seria esperado e em 1774 a classe foi abolida. A formação para oficiais a bordo dos navios de guerra passou a ser dada a rapazes com idades entre os 12 e os 16 anos designados "voluntários exercitantes". Se obtivessem aproveitamento, os voluntários exercitantes poderiam passar a sargentos de mar e guerra e daí a tenentes do mar.
Por decreto de 14 de dezembro de 1782, no entanto, a classe dos guardas-marinhas foi restaurada nos moldes de 1761. Desta vez, existiriam 48 guardas-marinhas que ficariam enquadrados na Companhia dos Guardas-Marinhas. A formação teórica dos guardas-marinhas seria realizada na Academia Real de Marinha.
Em 1788, a CGM foi reorganizada e aumentada, passando a ser constituída por 60 guardas-marinhas e 24 aspirantes guardas-marinhas. Com a criação da Academia Real dos Guardas-Marinhas em 1796, a CGM é nela integrada, passando a constituir o seu corpo de alunos.
Em 1807, a CGM embarca na nau Conde Dom Henrique, acompanhando a transferência da corte portuguesa para o Brasil. Chegada ao Brasil, instala-se no Rio de Janeiro, onde também passa a funcionar a Academia dos Guardas Marinhas.
Com a independência do Brasil em 1822, a Companhia dos Guardas-Marinhas divide-se em duas, uma portuguesa e outra brasileira. Os membros da companhia que não adotaram a nacionalidade brasileira regressam a Portugal em 1825.
Em 1845, a Academia Real dos Guardas-Marinhas de Portugal passa a designar-se "Escola Naval" mantendo-se a Companhia dos Guardas-Marinhas como seu corpo de alunos. Em 1887, a Companhia dos Guardas-Marinhas passou a designar-se "Corpo de Alunos da Escola Naval".
Por sua vez, a Companhia dos Guardas-Marinhas do Brasil irá dar origem à atual Companhia de Aspirantes da Escola Naval.

## Organização
A Companhia dos Guardas-Marinhas era comandada por um oficial general com o título de "comandante e inspetor dos estudos". O comandante era coadjuvado por um auditor, por um secretário, por um capelão e por um tambor.
Os guardas-marinhas e aspirantes guardas-marinhas repartiam-se por três brigadas. Cada brigada era chefiada por um chefe de brigada, coadjuvado por um brigadeiro e por um sub-brigadeiro e incluía, além destes, 20 guardas-marinhas e oito aspirantes guardas-marinhas. Os chefes de brigada eram equiparados a tenentes do mar e os brigadeiros e sub-brigadeiros a tenentes de infantaria, excepto se tivessem patentes superiores, mantendo-as nesse caso.

## Estandarte
A Companhia dos Guardas-Marinhas tinha o raro privilégio da sua bandeira regimental ser considerada um estandarte real. Como tal, só se poderia desenrolar estando presente um membro da Família Real e nunca se abatia, mesmo perante o Monarca, por incluir a imagem de Nossa Senhora da Conceição, a padroeira do Reino de Portugal. Este estandarte teve uma história rocambolesca, desaparecendo e voltando a aparecer, até ser praticamente destruído num incêndio em 1916.
O estandarte original da CGM, seguia o modelo dos estandartes reais portugueses de então, sendo feito de seda vermelha, com uma altura de 126 cm e um comprimento de cerca de 112 cm, tendo numa face do mesmo uma imagem de Nossa Senhora da Conceição pintada a óleo e na outra face as armas reais de Portugal. A imagem de Nossa Senhora da Conceição estava assente sobre um disco, tendo como fundo um sol, assentando o disco sobre uma estrela de quatro pontas cujos vértices iam até aos bordos do estandarte. As armas reais estavam acompanhadas por um troféu de armas, tudo assente sobre o casco de uma nau do século XVIII. Sob as armas reais estava colocada uma fita com a inscrição "Companhia dos Guardas Marinhas" e duas âncoras cruzadas. Nos cantos do estandarte estavam colocados monogramas "MPR" (Maria Primeira Rainha) encimados pela coroa real.
O estandarte da CGM acompanhou a sua transferência para o Rio de Janeiro em 1808 e ali se terá mantido até se deixar de ter quaisquer notícias dele. Pensa-se que o mesmo terá permanecido no Brasil, quando da cisão da Academia Real dos Guardas-Marinhas e da CGC entre a parte brasileira e a parte portuguesa.
Sendo o estandarte original dado como desaparecido, foi atribuído um novo estandarte à Companhia dos Guardas-Marinhas de Portugal, sendo o mesmo bordado pela própria rainha D. Maria II, para estar presente quando da incorporação do infante D. Luís (futuro rei D. Luís I) na CGC em 29 de outubro de 1846. O novo estandarte seguia o modelo geral do anterior, mas os pormenores do desenho foram então feitos segundo o gosto de meados do século XIX. A imagem de Nossa Senhora da Conceição assentava agora num medalhão oval e as armas reais sobre duas âncoras cruzadas, tudo rodeado por dois ramos de oliveira, das pontas dos quais pendia a cruz da Ordem de Cristo. Do escudo pendiam duas pontas de uma fita, a da direita contendo a inscrição "Comp.ª de" e a da esquerda "GG. MM." Os cantos do estandarte apresentavam, cada um, duas âncoras cruzadas rodeadas por ramos de oliveira e encimadas por uma coroa real. O talabarte do estandarte era feito de veludo carmesim bordado. O infante D. Manuel (futuro rei D. Manuel II) serviu de porta-estandarte enquanto aluno da Escola Naval, mantendo-se o novo estandarte em uso até ao final da Monarquia em 1910.
Surpreendentemente, o estandarte original da CGM viria a reaparecer em  Quelimane, na então província ultramarina portuguesa de Moçambique em 1875, sendo ali encontrado pelo comandante do transporte a vapor Quelimane, o então segundo-tenente Augusto de Castilho, por entre as alfaias litúrgicas da igreja local de Nossa Senhora do Livramento. Segundo o que se pôde averiguar localmente, o estandarte estaria em Quelimane desde 1834, sendo um mistério como ali teria chegado. O mesmo foi remetido por Augusto Castilho para a Escola Naval em Lisboa, onde se manteve até ficar quase completamente destruído no incêndio que ali deflagrou em 18 de abril de 1916.